# عمرو بن العاص (أسوان)
قرية عمرو بن العاص هي إحدى القرى التابعة لمركز إدفو في محافظة أسوان في جمهورية مصر العربية.